# Benoît David
Benoît David (* 19. dubna 1966 Montreal) je kanadský progressive rockový zpěvák, v letech 2008 až 2012 člen skupiny Yes.
David vystupoval se skupinou Mystery od 1999–2013, a objevil se na jejich albech Beneath the Veil of Winter's Face (2007), One Among the Living (2010) a The World is a Game (2012).

## Současnost
V roce 2008 byl David ohlášen jako sólový zpěvák nové sestavy Yes kterou kromě něho tvořili Steve Howe, Chris Squire a Alan White a byli tak skupinou sestavenou pro turné toho roku. David zaujal baskytaristu skupiny Yes Chris Squirea během jeho práce se skupinou Close to the Edge a tak jím nahradil Jon Andersona, který se nemohl zúčastnit turné kvůli akutním problémům s dýcháním, které jej postihly začátkem toho roku.
Squire vyjádřil naději, že se Anderson ke skupině Yes v budoucnu vrátí. S onemocněním Chrise Squirea se turné odložilo znovu a David se vrátil k práci se skupinami Mystery a Close to the Edge.
David se znovu připojil k Yes společně s Oliverem Wakemanem na jejich společném letním turné 2009 se superskupinou Asia. V roce 2011 vydal s Yes album Fly from Here. Na začátku roku 2012 ze skupiny kvůli respiračním potížím odešel.